# Agata Sapiecha
Agata Sapiecha (ur. 28 kwietnia 1958 w Warszawie) – polska skrzypaczka i pedagog.
Absolwentka Akademii Muzycznej im. Fryderyka Chopina (klasa skrzypiec Stanisława Kawalli i Marii Słubickiej). Odbywała staż w Konserwatorium Moskiewskim u Oleha Krysy. Studiowała także w Dresdner Akademie für Alte Music pod kierunkiem Simona Standage’a. Była członkini zespołu instrumentów dawnych Ars Nova. Założycielka i solistka zespołu Il Tempo (1990). Doktor habilitowana w dziedzinie sztuk muzycznych (2013). W latach 1996–2016 kierownik Międzywydziałowego Studium Muzyki Dawnej UMFC. Od 2015 wykładowca Akademii Sztuki w Szczecinie. Jurorka międzynarodowych i krajowych konkursów muzyki dawnej i kameralnej (m.in.: Brugia, Bydgoszcz, Kalisz, Kraków, Leżajsk, Rovereto).
Odznaczona odznaką honorową „Zasłużony dla kultury polskiej” (2006), odznaką „Zasłużony dla miasta Kalisza” (2013). Laureatka Nagrody Ministra Kultury i Dziedzictwa Narodowego za osiągnięcia artystyczno-dydaktyczne (2014).